# Liste der Kulturdenkmale in Plauen

Wappen von Plauen

Die Liste der Kulturdenkmale in Plauen umfasst die Kulturdenkmale der Kreisstadt des Vogtlandkreises. Sie ist eine Teilmenge der Liste der Kulturdenkmale im Vogtlandkreis.

## Einführung
Die Stadt Plauen wurde im Jahre 1122 erstmals urkundlich erwähnt. Die Urkunde wurde anlässlich der Weihe der Johanniskirche ausgestellt, die damit das älteste Baudenkmal der Stadt sein dürfte.
Die Stadt entwickelte sich um die Jahrhundertwende vom 19. zum 20. Jahrhundert rasant. Wohnten 1880 noch rund 35.000 Einwohner in der Stadt, wurde sie 1904 Großstadt mit 100.000 Einwohnern. Damit verbunden war eine rege Bautätigkeit, bei der ganze Stadtviertel neu entstanden. Gegen Ende des Zweiten Weltkriegs wurde Plauen großflächig bombardiert und dabei zu gut 75 Prozent zerstört. Damit gingen auch viele Baudenkmale verloren. Zu DDR-Zeiten wurde der Altbaubestand vernachlässigt, und die Bautätigkeit konzentrierte sich eher auf Neubauten, die schnell viel Wohnraum zur Verfügung stellten. Etliche Baudenkmale verfielen in dieser Zeit, so dass sie teilweise nicht mehr zu retten waren. Die nach der Wende einsetzende Sanierungstätigkeit verhalf dem Denkmalbestand weitgehend zu neuem Glanz.
Die Kulturdenkmale der Stadt Plauen und ihrer Ortsteile wurden durch das Landesamt für Denkmalpflege Sachsen erfasst. Die Aufstellung in der Liste der Kulturdenkmale dient der Vorbereitung der die Liste der Kulturdenkmale im Freistaat Sachsen und wurde 2012 auf der Internetseite der Stadt Plauen veröffentlicht. In dieser Aufstellung wurden keine beweglichen Kulturdenkmale, Parkanlagen, unterirdischen Kelleranlagen, Bergwerke, Grabstätten, archäologischen Denkmale, Sachgesamtheiten und durch Satzung festzulegende Denkmalschutzgebiete erfasst. Die Dokumentation dieser Denkmale erfolgt bei der unteren Denkmalschutzbehörde der Stadt.
Die vorliegende Liste basiert auf der im Januar 2012 veröffentlichten Aufstellung der Kulturdenkmale, der Liste vom 23. Dezember 2009, die zusätzlich noch Keller- und Parkanlagen, Friedhöfe, Gedenksteine, Plastiken, Sachgesamtheiten und technische Denkmale enthielt, sowie der seit 2017 einsehbaren Denkmalliste des Landesamtes für Denkmalpflege. Die Gliederung in Einzellisten orientiert sich an der von der Stadt Plauen gewählten Aufteilung und beinhaltet Listen für die einzelnen Ortsteile der Stadt. Diese Listen benennen die einzelnen Denkmale und deren Adresse, geben über einen Link deren Lage an, zeigen ein Bild von ihnen und beschreiben sie kurz. Sie unterscheiden jedoch nicht nach der Art des Kulturdenkmals, da diese Untergliederung in Sachsen nicht gesetzlich vorgesehen ist. Bodendenkmale werden in der Liste der Bodendenkmale in Plauen aufgeführt.

## Liste der Plauener Kulturdenkmale nach Stadtteilen
| Karte | Stadtteil (A–M)   | Denkmale         |
| ----- | ----------------- | ---------------- |
|       | Altstadt          | Altes Rathaus    |
|       | Bahnhofsvorstadt  | Oberer Bahnhof   |
|       | Bärenstein        | Friedensbrücke   |
|       | Chrieschwitz      | Rittergut        |
|       | Dobenau           | Lutherkirche     |
|       | Großfriesen       | Schule           |
|       | Hammertorvorstadt | Mosenschule      |
|       | Haselbrunn        | Markuskirche     |
|       | Hofer Vorstadt    | Panzerbrücke     |
|       | Jößnitz           | Schloss          |
|       | Kauschwitz        | Kapelle          |
|       | Kleinfriesen      | Eisenbahnviadukt |
|       | Meßbach           | Bauernhof        |

| Karte | Stadtteil (N–R)        | Denkmale             |
| ----- | ---------------------- | -------------------- |
|       | Neundorf               | Wasserturm           |
|       | Neundorfer Vorstadt    | Diesterweg-Gymnasium |
|       | Neustadt               | Alte Elsterbrücke    |
|       | Obere Aue              | Gösselbrücke         |
|       | Oberlosa               | Friedhofsportal      |
|       | Ostvorstadt            | Kemmlerschule        |
|       | Pfaffengut             | Pfaffengut           |
|       | Preißelpöhl            | Parkanlage           |
|       | Reichenbacher Vorstadt | Krankenhaus          |
|       | Reinsdorf              | Gedenkstein          |
|       | Reißig                 | Herrenhaus           |
|       | Reißiger Vorstadt      | Kabelwerk            |
|       | Reusa                  | Krematorium          |
|       | Röttis                 | Trafohäuschen        |

| Karte | Stadtteil (S–Z)   | Denkmale          |
| ----- | ----------------- | ----------------- |
|       | Schloßberg        | Landratsamt       |
|       | Siedlung Neundorf | Ehemalige Kaserne |
|       | Steinsdorf        | Vierseithof       |
|       | Stöckigt          | Bismarckturm      |
|       | Straßberg         | Kirche            |
|       | Südvorstadt       | Mietshaus         |
|       | Syratal           | Syratalbrücke     |
|       | Thiergarten       | Kriegerdenkmal    |
|       | Unterlosa         | Taubenhaus        |
|       | Zwoschwitz        | Bauernhof         |